# Susanne Kessler
Susanne Kessler (5 de octubre de 1958) es una deportista danesa que compitió en tiro con arco, en la modalidad de arco compuesto. Ganó dos medallas de bronce en el Campeonato Europeo de Tiro con Arco en Sala de 1996, en las pruebas individual y por equipo.

## Palmarés internacional
| Campeonato Europeo en Sala | Campeonato Europeo en Sala | Campeonato Europeo en Sala | Campeonato Europeo en Sala |
| Año                        | Lugar                      | Medalla                    | Prueba                     |
| -------------------------- | -------------------------- | -------------------------- | -------------------------- |
| 1996                       | Mol (Bélgica)              | Medalla de bronce          | Individual                 |
| 1996                       | Mol (Bélgica)              | Medalla de bronce          | Equipo                     |